# David Davis (Politiker, 1948)

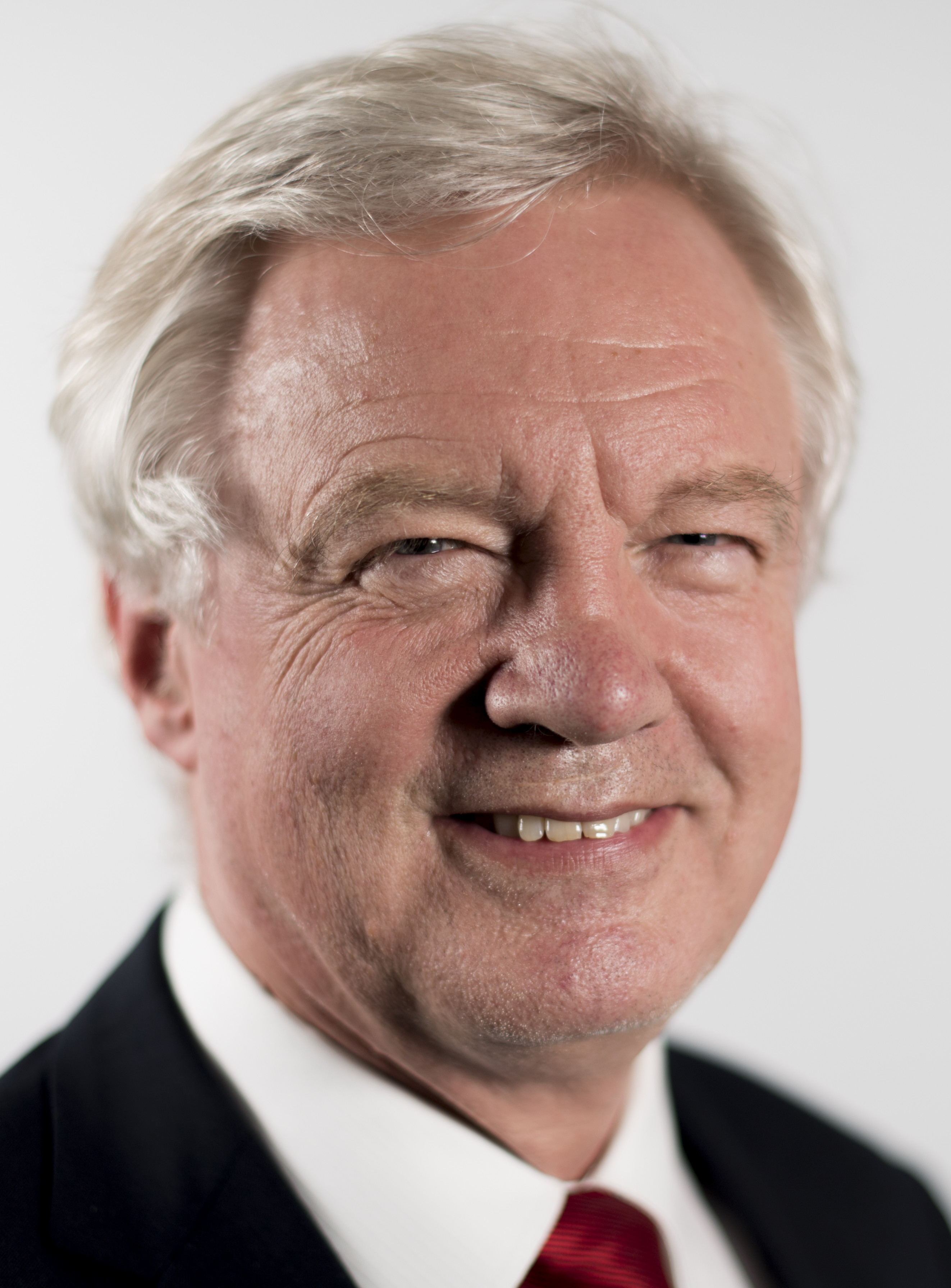
David Davis (2016)

David Michael Davis (* 23. Dezember 1948 in York) ist ein britischer Politiker und Abgeordneter der Conservative Party für den Wahlbezirk Haltemprice und Howden. Die britische Premierministerin Theresa May berief ihn bei ihrem Amtsantritt im Juli 2016 in ihr Kabinett als Minister des neugegründeten Ministeriums für den Austritt aus der Europäischen Union. Dieses Amt hatte er bis zum 8. Juli 2018 auch im Kabinett May II. Sein Nachfolger wurde Dominic Raab.

## Leben
Die ersten Jahre wuchs Davis bei seinen Großeltern in York auf. Als seine Mutter den jüdisch-polnischen Druckereiarbeiter Ronald Davis heiratete, zogen sie nach London.
Davis Abschlussnoten waren nicht gut genug, um ihm einen Studienplatz zu sichern. Um Geld für die Wiederholung des Examens sparen zu können, nahm Davis eine Stelle als Versicherungsangestellter an und wurde Mitglied des Special Air Service. Nach der Verbesserung seiner Abschlussnoten studierte er von 1968 bis 1971 an der University of Warwick die Fächer Informatik und Molekularwissenschaften und schloss mit einem Bachelor of Science ab. Anschließend besuchte er die London Business School, die er 1973 mit dem Master in Wirtschaft abschloss. Zudem belegte er von 1984 bis 1985 weiterbildende Managementkurse an der Harvard University.
17 Jahre lang arbeitete Davis für den internationalen Nahrungsmittelkonzern Tate & Lyle und stieg zum Geschäftsführer einer kanadischen Niederlassung auf, die er sanierte.

## Politische Karriere
Bei der Unterhauswahl 1987 wurde Davis erstmals als Abgeordneter des Wahlkreises Boothferry, der später zum Wahlkreis Haltemprice und Howden wurde, ins Unterhaus gewählt. Als 1992 im britischen Parlament über den Vertrag von Maastricht abgestimmt wurde, trat Davis als großer Befürworter dieses Abkommens auf und verärgerte damit viele der strikten Maastricht-Gegner in den eigenen Reihen. Davis politischer Aufstieg brachte ihm den Posten eines Staatsministers im Außenministerium ein, den er von 1994 bis 1997 bekleidete (bis zum 5. Juli 1995 unter Außenminister Douglas Hurd, dann unter Malcolm Rifkind).
Anschließend arbeitete Davis im Unterhaus als Vorsitzender des Finanzausschusses. Schnell machte er sich in dieser Position einen Namen und einige Konservative zogen ihn als zukünftigen Parteiführer in Erwägung. 
Nach William Hagues Rücktritt trat er bei der Wahl zum Parteivorsitzenden der Conservative Party an. Er wurde Vierter und vom Wahlsieger Iain Duncan Smith zum Generalsekretär ernannt. Als seine wichtigste Amtshandlung gilt die Lossagung der Conservative Party vom Interessenverband Monday Club wegen dessen umstrittener rassistischer Positionen.
Auf Geheiß von Duncan Smith wurde Davis 2002 aus seinem Amt entlassen und durch Theresa May ersetzt. Als Davis von seiner Entlassung erfuhr, war er gerade im Familienurlaub in Florida; die nach Ansicht vieler Parteimitglieder inakzeptablen Umstände seiner Entlassung brachten ihm Sympathiebekundungen von Parteifreunden ein. Seine neue Position war die des Schattenministers des stellvertretenden Premierministers John Prescott; allgemein hin wurde dies als Degradierung wahrgenommen. Als Duncan Smith im November 2003 durch ein Misstrauensvotum den Parteivorsitz verlor, stellte Davis überraschend klar, dass er für eine Kandidatur nicht zur Verfügung stehe, und plädierte stattdessen für Michael Howard. Nach der Wahl erhielt er im konservativen Schattenkabinett den Posten des Innenministers.
In diesem Posten gelang es ihm, die damalige Einwanderungsministerin Beverly Hughes im Zuge des Skandals um die Kontrollen von osteuropäischen Einwanderern zum Rücktritt zu zwingen. Damals wurde es als Davis’ Verdienst ausgelegt, dass Hughes zur Rechenschaft gezogen wurde.
Als Davis’ Verdienst galt es auch, dass seine Partei ihre Einstellung zum Vorhaben der Labour Party, Personalausweise wieder einzuführen, änderte und sich fortan gegen derartige Pläne stellte. Als Hauptargumente wurden die hohen Kosten des Vorhabens und die Einschränkung der Persönlichkeitsrechte aufgeführt. Davis war überzeugt, dass das Bekanntwerden der entstehenden Kosten und des noch nicht ausgereiften Konzepts des Personalausweises eine breite Ablehnung der Öffentlichkeit zur Folge haben würde.
Davis steht im Ruf, erzkonservativ zu sein. So sprach er sich im November 2003 für die Wiedereinführung der Todesstrafe aus. Der Europäischen Union steht er ablehnend gegenüber. Er war für die Beibehaltung der Section 28, die den Bezirksregierungen die Verbreitung von Material verbot, in dem Homosexualität positiv dargestellt wurde und die 2003 endgültig abgeschafft wurde. Als sein homosexueller Parteigenosse Michael Brown 1994 während seines Urlaubes mit seinem 20-jährigen Freund fotografiert wurde (damals war die Volljährigkeit erst mit 21 Jahren erreicht), bot Davis ihm seine Hilfe an.
Auch strebt Davis eine Begrenzung der legalen und eine entschiedene Bekämpfung der illegalen Einwanderung an.
Bei der Wahl des Unterhauses 2005 wurde er zur Zielscheibe der „Enthauptungskampagne“ der Liberal Democrats. Die Kampagne zielte darauf, die Konservativen zu schwächen, indem deren Führungsriege demontiert werden sollte. Dieses Vorhaben scheiterte und Davis konnte seinen Vorsprung auf über 5000 Stimmen ausbauen.
Am 12. Juni 2008 trat er von seinem Mandat zurück. Damit protestierte er gegen das am Tag zuvor vom Unterhaus verabschiedete Gesetz 'Counter-Terrorism Act 2008', das die Festnahme von Verdächtigen für 42 Tage ohne richterlichen Beschluss ermöglichen sollte. Das Gesetz sei Teil einer stetigen Erosion der Bürgerrechte. Die aus seinem Rücktritt folgende Neuwahl in seinem Wahlbezirk gewann Davis am 10. Juli 2008; er hatte keinen ernsthaften Gegenkandidaten.
Am 13. Oktober wurde die 42-Tage-Regelung vom House of Lords aus dem Gesetz entfernt.

## Kandidatur um die Parteiführung 2005
Davis ging als Favorit in die Wahl des Parteiführers im Herbst 2005. Nachdem seine Rede auf dem Parteitag der Konservativen nicht die gewünschte Resonanz gefunden hatte, verlor seine Kampagne an Schwung. Am 18. Oktober 2005 fand der erste Wahlgang unter vier Kandidaten statt. Davis erhielt 62 Stimmen, Cameron 56, Liam Fox 42 und Kenneth Clarke 38.
Im zweiten Wahlgang erhielt Cameron 90, Davis 57 und Fox 51 Stimmen; damit schied Fox aus.
Im dritten Wahlgang trat Davis gegen den 18 Jahre jüngeren David Cameron an. Trotz eines überzeugenden Auftrittes beim Fernsehduell der BBC gelang es Davis nicht, die Popularität seines Rivalen zu übertreffen: Cameron wurde von den Parteimitgliedern mit 68 Prozent zum neuen Vorsitzenden der Conservative Party gewählt. Davis behielt seinen Posten als „Schatteninnenminister“.

## Brexit-Minister
Zwei Tage vor seiner Berufung zum Brexit-Minister 2016 veröffentlichte er ein Papier zum Brexit. Er plädierte dafür, den formellen Austrittsprozess (siehe Vertrag von Lissabon, Artikel 50) nicht zu früh „ins Rollen zu bringen“.
Am 7. September 2017 veröffentlichte die EU-Kommission ein Protokoll einer Sitzung, in der Brexit-Chefunterhändler Michel Barnier die EU-Kommission über die Ergebnisse der ersten Gesprächsrunde mit Davis informiert. Barnier äußerte sich besorgt über Davis’ Engagement (commitment) für die Gespräche. Davis war jeweils nur zum Beginn und zum Ende der Gesprächsrunde erschienen.
Am gleichen Tag eröffnete Davis die Debatte um das wohl wichtigste Gesetz zum rechtlichen Rahmen für den Brexit: „European Union (Withdrawal) Bill“.
David Davis trat am 8. Juli 2018 als Brexit-Minister zurück. Davis begründete seinen Rücktritt mit der zwei Tage zuvor vom Kabinett vereinbarten Linie bei den Brexit-Verhandlungen mit der EU. Dem von Premierministerin May vorgegebenen Kurs eines „weichen Brexits“ könne er nicht folgen. Auch der parlamentarische Unterstaatssekretär im Brexitministerium, Steve Baker, trat zurück.